# Баранов Сандомерски
Бара̀нов Сандомѐрски или Баранув Сандомерски (на полски: Baranów Sandomierski) е град в Югоизточна Полша, Подкарпатско войводство, Тарнобжегски окръг. Административен център е на градско-селската Барановска община. Заема площ от 9,15 км2.

## Население
Според данни от полската Централна статистическа служба, към 1 януари 2013 г. населението на града възлиза на 1 508 души. Гъстотата е 165 души/км2.